# 관측 오차
관측오차(measurement error, observational error)는 측정된 양의 값과 참된 값 사이의 차이를 말한다. 통계학에서 오차는 "실수"가 아니다. 변동성은 측정과 측정 과정 결과의 종속된 한 부분이다.
관측오차는 2개 부분으로 나눌 수 있다: 무작위 오차(random error), 체계적 오차(systematic error).
무작위 오차는 변하지 않는 특성이나 양의 측정이 반복될 때 일정하지 않은 측정 가능한 값이 발생되는 측정 오차이다. 체계적 오차는 우연히 결정되지는 않지만 시스템에 종속되는 부정확성에 의해 유입되는 오차를 말한다.

## 같이 보기
- 인지 편향
- 에러
- 재현 (통계학)
- 도량형학